# 世田谷区立希望丘中学校
世田谷区立希望丘中学校（せたがやくりつきぼうがおかちゅうがっこう）とは東京都世田谷区船橋にあった公立中学校である。

## 概要
環八通り内側の希望丘団地内にあり、その生徒の大半は世田谷区立希望丘小学校と世田谷区立八幡山小学校の卒業生である。
設立は1982年3月26日で、2012年3月をもって世田谷区立船橋中学校と統合し、世田谷区立船橋希望中学校となった。船橋希望中学校は現在、旧船橋中学校の場所にある。校歌の作詞は江間章子、作曲は平井康三郎である。

### 特色
- ボランティア活動に力を入れている学校であった。これまでに、ある生徒の呼びかけでアルミ缶回収をして貯まった約50万円をネパールに学校建設費として贈った事があり、日本ユニセフ協会より感謝状を貰った（1992年に公共広告機構（現：ACジャパン）のCMでも取り上げられた[1]）。このアルミ缶回収は月に1度の割合で廃校時まで行われていた。
- 生徒会活動の一環として目安箱を設置し、生徒からの意見を積極的に取り入れて活用していた。
- グラウンドの水捌けは抜群に良く、前夜に雨が降っても翌日は野球部が試合で使用できた。
- プールは屋上に設置してあり、屋内運動場は主に球技や集会に使用する体育館と、柔道や剣道などに使用する格技室があった。
- 部活動にも力を入れており、末期には運動系の部活が増加した。ほとんどの運動部には外部指導員が付いていた。[2]
- 交通アクセスが便利で近辺に小田急バスと京王バスのバス停があり、それを使い遠方から登校する生徒もいた。

## 部活動
- 運動部
  - バスケットボール部　（男子・女子）
  - バドミントン部（男子・女子）
  - サッカー部
  - 野球部
  - 陸上部 （男子･女子）
  - バレーボール部
  - 剣道部
  - 水泳部
  - 新体操部
- 文化部
  - 陶芸部
  - 茶道部
  - 吹奏楽部
  - 映画鑑賞部

## 出身者
- 優太（メガマソ）
- 福田哲丸（快速東京）
- 中垣内優太（プロサッカー選手）